# Węglewo (Pobiedziska)
Węglewo ist ein Dorf der Gemeinde Pobiedziska im Powiat Poznański in der Woiwodschaft Großpolen im westlichen Zentral-Polen mit einem Schulzenamt. Der Ort befindet sich etwa 4 km nordwestlich von Pobiedziska und 23 km nordöstlich der Landeshauptstadt Poznań.

## Geschichte
Der Ort gehörte nach der Zweiten Teilung Polens 1793 zum Kreis Schroda und ab 4. Januar 1900 zum Kreis Posen-Ost. Das Gemeindelexikon für das Königreich Preußen von 1905 gibt für den Ort unter dem Namen Wenglewo Dorf zehn bewohnte Häuser auf 212,2 ha Fläche und für den Teil Wenglewo Hauland fünf Häuser auf 83,2 ha an. Die 86 Bewohner Wenglewos, die sich aus elf deutschsprechenden Protestanten und 75 polnischsprechenden Katholiken zusammen setzten, teilten sich auf 13 Mehrpersonenhaushalte auf. Die evangelische Gemeinde gehörte zum Kirchspiel Pudewitz, die katholische zum Kirchspiel Wenglewo. Für Wenglewo Hauland sind es 43 Einwohner in sechs Haushalten, wobei sie sich aus 24 deutschsprechenden Protestanten und 19 polnischsprechenden Katholiken zusammen setzten. Die evangelische Gemeinde gehörte zum Kirchspiel Lettberg (Kreis Gnesen), die katholische zum Kirchspiel Wenglewo. Für den 1. Januar 1908 wird angegeben, dass beide Teile zum Polizeidistrikt Pudewitz gehörten. Am 1. Dezember 1910 hatte Wenglewo 124 Einwohner, in Wenglewo Hauland waren es 49. Mit der Besetzung durch Deutschland im Zweiten Weltkrieg wurde der Ort am 26. Oktober 1939 wieder von Weglewo in Wenglewo und später in Köhlersfelde umbenannt.
In den Jahren 1975 bis 1998 gehörte der Ort zur Woiwodschaft Posen.